# Карта Ригаса

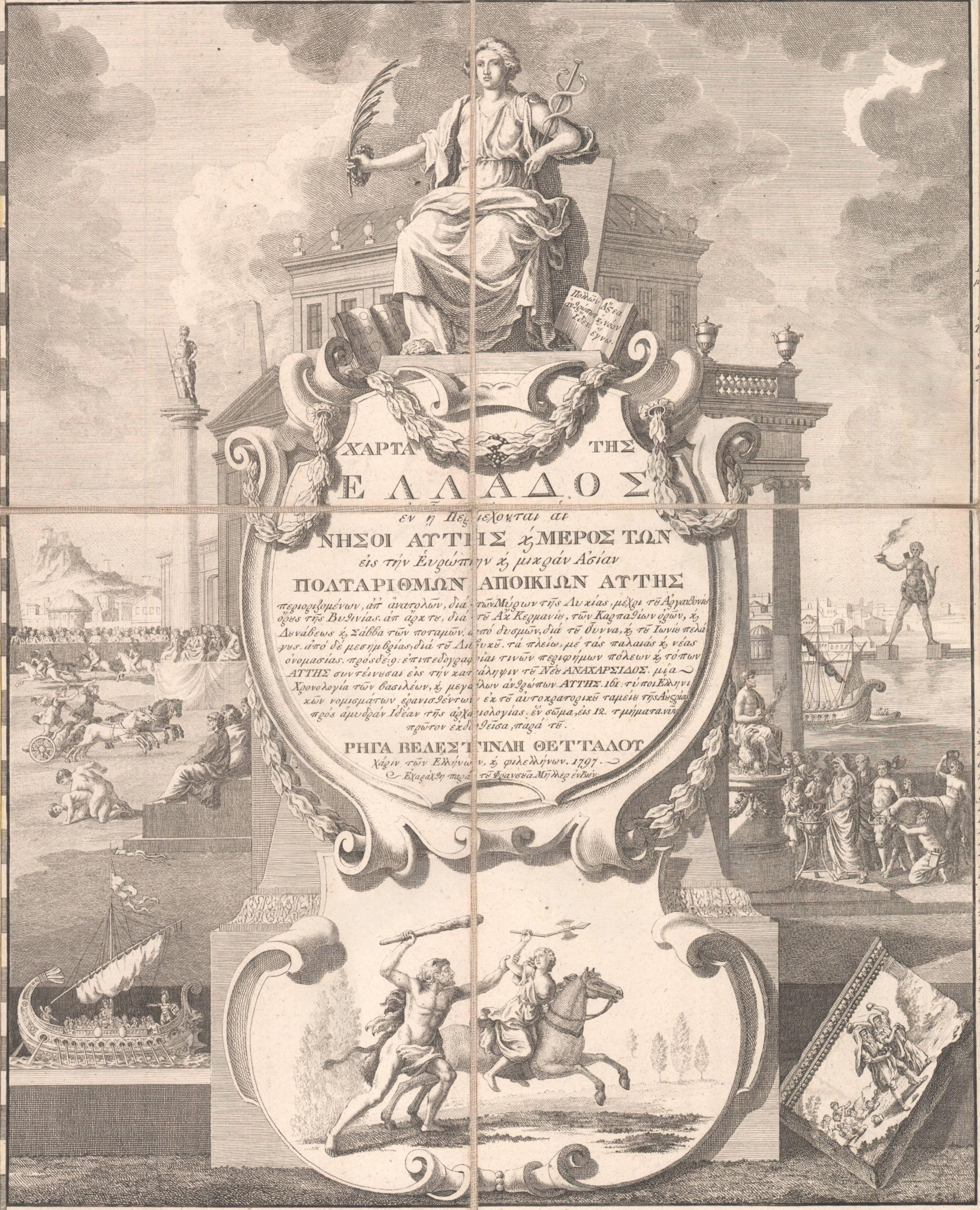
Картуш в левом нижнем углу 4-го листа карты Ригаса

Карта Ригаса (греч. Χάρτα του Ρήγα) — географическая карта Греции. Охватывает юго-восточную Европу (Балканский полуостров). Карта, как свидетельствует о том текст в картуше, составлена крупным представителем новогреческого Просвещения, литератором и переводчиком Ригасом Велестинлисом (1757—1798),  гравирована Францем Мюллером (Franz Müller, подписан как Франсуа Миллер, греч. Φρανσουά Μήλλερ) и издана в 1797 году в Вене. Свидетельствует о разносторонней одарённости Ригаса. Представляет собой комплект из 12 листов, к которым приложена панорама и карта Константинополя. Размер карты 2×2 м, масштаб примерно 1:600 000. Сами карты считались для своего времени лучшими. Карта существенна для понимания греческой художественной культуры конца XVIII века. Карта официально объявлена памятником греческого культурного наследия.

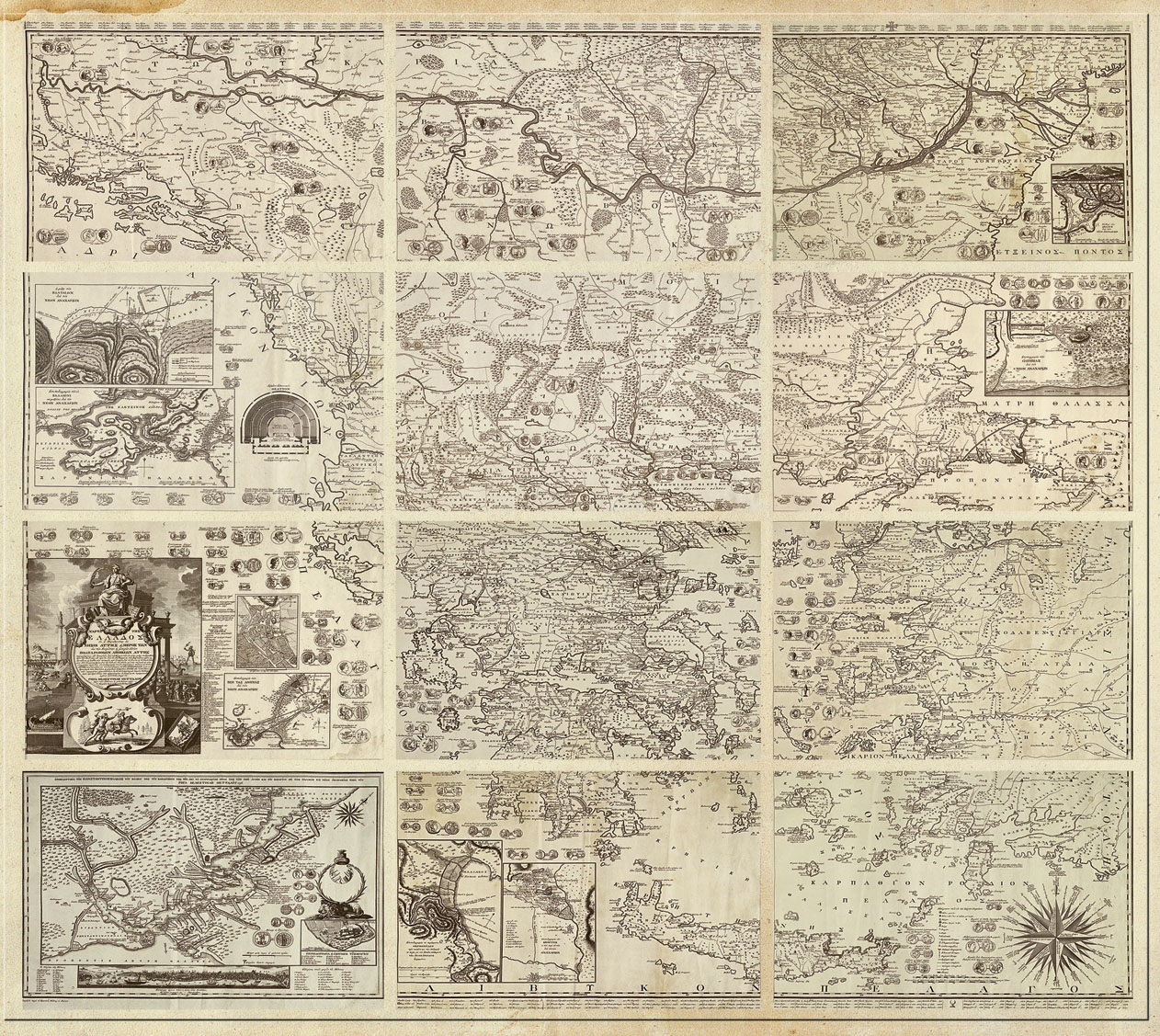
Карта Ригаса

Ригас представил карту как иллюстрацию к чрезвычайно популярной тогда в Европе книге Жан-Жака Бартелеми «Путешествие юного Анахарсиса в Грецию» (1788), в которой описывается общественная жизнь древних греков.
Листы карты сопровождаются обильнейшим изобразительным материалом. В числе изобразительных дополнений — картуш с многочисленными рисунками, мифологические сцены, виды Древней Греции, виды местностей и панорамы городов, их планы и планы отдельных построек, данные врезками. Свободные поля сплошь заполнены рисунками античных монет. В стиле изобразительного материала сочетается манера народного примитива (главным образом в части изображения современной Ригасу Греции) и манера развитого европейского классицизма (античные и мифологические сюжеты). 

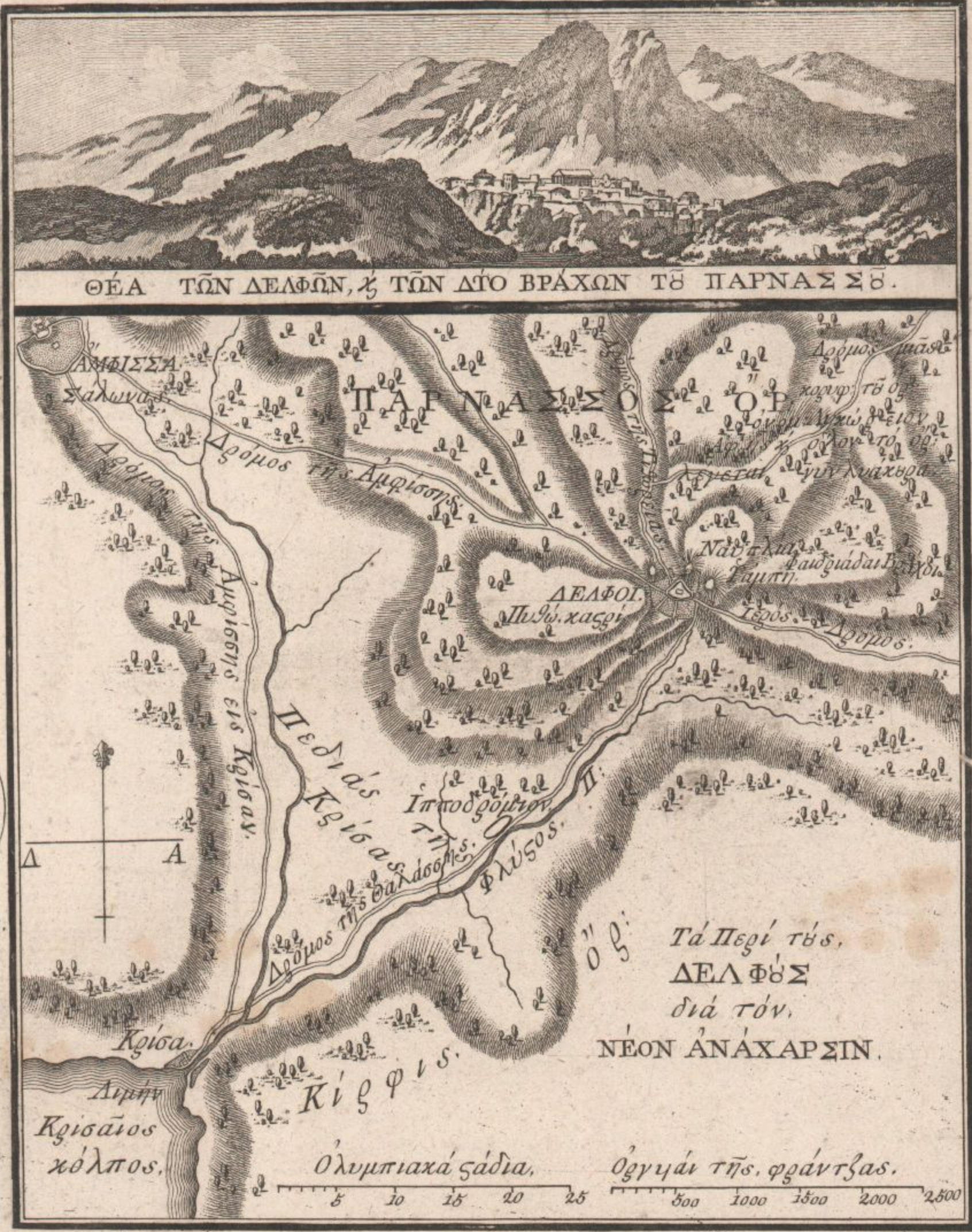
Фрагмент 12-го листа карты Ригаса с панорамой античных Дельф на фоне Парнаса

Топографический материал — более или менее вольный, выполненный без соблюдения строгой дисциплины. Населенные пункты на карте отмечаются условными знаками, а рельеф местности передаётся с помощью пространственного рисунка. В карту вкраплены небольшие пейзажные сценки с горами и лесами. Таким порядком зачастую выполнялись карты в XVII—XVIII веках. Но характерно, что картографическая манера и стиль пейзажей, а также городов — одинаковы. Это стиль примитива, проникнутого пафосом наивно поэтического познания. Карта и панорама Константинополя, включённые в лист, присоединённый к комплекту карт Ригаса, выполнены в манере, прочно связанной с традицией народного творчества Греции. Вид Константинополя на карте исполнен точно так же, как изображали этот город народные мастера в росписях архондико (богатых домов в городах Северной Греции в середине XVIII века).
Античные сцены и образы, включённые в карту, чётко отличаются от её основного стиля по содержанию и форме. Часть их имеет познавательно-археологический характер (нумизматические изображения, планы ряда построек) и тем сближается по своему смыслу с основным стилем карты. Другая часть относится к образным представлениям. По всем признакам стиля эти изображения принадлежат европейскому классицизму. В этом духе выполнен картуш с экспликацией карты, украшенный аллегорической фигурой, изображениями мифологических сцен, античных памятников, а также сцен и видов Древней Греции, выполненных на уровне знаний того времени, в достаточной мере фантастичных. В той же манере развитого классицизма исполнен вид Парнаса, на фоне которого помещена панорама античных Дельф, соответствующим образом дополненная фантазией автора рисунка. В картуш включено изображение многоэтажного городского раннеклассицистического европейского дворца, это даёт основание утверждать, что источником этих мотивов является венский классицизм.
Три года спустя, в 1800 году, также в Вене, ещё один выдающийся представитель новогреческого Просвещения, Антимос Газис (1758—1828), приходской священник венской греко-православной церкви Святого Георгия, опубликовал свою собственную карту Греции размером 1×1 м на 4 листах в масштабе примерно 1:1 200 000, которая соответствует той же географической области, что и карта Ригаса. Ранее считалось, что карта Газиса является «новым изданием» карты Ригаса, но современные исследования показали, что это самостоятельное произведение, хотя и под сильным влиянием карты Ригаса. Несмотря на свое историческое картографическое значение карты Ригаза и Газиса известны лишь немногим специалистам, в основном в Греции, и практически неизвестны за рубежом. Карты чрезвычайно редкие и дорогие.
Появление сразу двух карт не было случайным совпадением. Их появление вызвано потребностью проиллюстрировать новые политические идеи, набиравшие популярность среди греков под властью турецких завоевателей.
Экземпляр карты хранится в Российском государственном военно-историческом архиве (ф. 434 , д. 76).